# Santa María Ozolotepec
Santa María Ozolotepec là một đô thị thuộc bang Oaxaca, México. Năm 2005, dân số của đô thị này là 4023 người.